# Margaret Scriven
Margaret Croft "Peggy" Scriven-Vivian (Leeds, 12 de agosto de 1912 - 25 de janeiro de 2001) foi uma tenista britânica.  Foi a primeira tenista britânica a ganhar o torneio de Roland Garros, na França.